# Mitteldeutscher Rundfunk

Publieke omroepen van de Duitse deelstaten

MDR is de openbare omroep van de deelstaten Thüringen, Sachsen-Anhalt en Sachsen. De MDR is lid van de ARD en ging op 1 januari 1992 van start.

## Televisie
- MDR Fernsehen is het derde openbare televisiekanaal in Midden-Duitsland.

## Radiozenders
Regionale zenders:
- MDR Sachsen, radiozender voor Saksen
- MDR Sachsen-Anhalt, radiozender voor Saksen-Anhalt
- MDR Thüringen, radiozender voor Thüringen

Doelgroepenzenders:
- MDR AKTUELL , nieuws en actualiteiten
- MDR Kultur, cultuur
- MDR Klassik, klassieke muziek
- Sputnik, jongeren
- Jump, popmuziek